# Maximilian von Ketteler
Maximilian Friedrich Ludwig Alexander Clemens Joseph Maria Anton Freiherr von Ketteler (* 25. September 1779 in Münster; † 30. Juli 1832 in Bad Ems) war ein preußischer Landrat des Kreises Warendorf und Gutsbesitzer.

## Leben

### Herkunft und Familie
Maximilian von Ketteler entstammte als Sohn der Eheleute Clemens August von Ketteler (* 1751, † 1815) und Maria Anna von Galen, verw. von Plettenberg-Nordkirchen (* 1752, † 1829) dem westfälischen Uradel Ketteler. Er war Fideikommissherr auf Schloss Harkotten und hatte am 10. März 1801 in Münster Clementine Franziska Freiin von der Wenge zu Beck (s. Schloss Beck und Haus Wenge) geheiratet. Aus der Ehe gingen zehn Kinder hervor. Clemens und Wilderich wurden Politiker und Wilhelm Emmanuel war Bischof von Mainz.

### Beruflicher Werdegang
Im Jahre 1802 erhielt er seine Bestallung zum münsterschen Drosten von Sassenberg. Am 18. Februar 1804 wurde er zum kommissarischen Landrat des Kreises Warendorf bestellt und am 16. Januar 1817 definitiv zum Landrat des Kreises Warendorf ernannt. Am 22. Oktober 1817 wurde er auf eigenen Wunsch aus dem Staatsdienst entlassen, weil die erschwerte Verwaltung seiner Güter die Wahrnehmung der Dienstgeschäfte nicht mehr zuließ.
Der Kreistag Warendorf wählte ihn am 20. Dezember 1831 erneut einstimmig zum ersten Kandidaten für das Landratsamt. Damit war der Weg frei für die dritte definitive Ernennung zum Landrat des Kreises Warendorf am 5. Februar 1832. 1826 bis 1831 war er für den Stand der Ritterschaft und den Wahlbezirk Ost-Münster Abgeordneter im Provinziallandtag der Provinz Westfalen. Er wurde zum Kammerherren ernannt.